# Hundert Tage
Hundert Tage è un film del 1935 diretto da Franz Wenzler.

## Trama
26 febbraio 1815: Napoleone lascia il suo esilio all'Elba e si imbarca con 1.000 uomini verso Parigi per conquistare la Francia e l'Europa, per ribellarsi delle decisioni del Congresso di Vienna.